# Clytie suppura
Clytie suppura là một loài bướm đêm trong họ Erebidae.